# Emal Gariwal
Emal Gariwal är en afghansk fotbollsspelare (målvakt) som för närvarande spelar för De Abasin Sape och det Afghanska landslaget, där han spelat en match.